# Oligomyrmex debilis
Oligomyrmex debilis är en myrart som beskrevs av Santschi 1913. Oligomyrmex debilis ingår i släktet Oligomyrmex och familjen myror. Inga underarter finns listade i Catalogue of Life.